# Ларин, Владимир Борисович
Ларин Владимир Борисович (род. 3 февраля 1936, Кривой Рог, Днепропетровская область) — советский и украинский учёный-механик. Доктор физико-математических наук (1970), профессор (1983). Лауреат Государственной премии УССР в области науки и техники (1980).

## Биография
Родился 3 февраля 1936 года в городе Кривой Рог Днепропетровской области.
В 1957 году окончил Киевский политехнический институт.
Работал в городе Николаев на оборонном предприятии. В 1960—1963 годах — в Институте механики АН УССР (Киев): заведующий отделом динамики сложных систем. В 1963—1989 годах — в Институте математики АН УССР (Киев): с 1981 года — руководитель лаборатории механики робототехнических систем. С 1990 года снова в Институте механики АН УССР.

## Научная деятельность
Специалист в области механики. Автор научных трудов.
Научные интересы в области теоретической механики, прикладной математики, теории систем и управления и робототехники.

### Научные труды
- Спектральные методы синтеза линейных систем с обратной связью. — Киев, 1971 (в соавторстве);
- Синтез оптимальных линейных систем с обратной связью. — Киев, 1973 (в соавторстве);
- Статистические задачи виброзащиты. — Киев, 1974;
- Оптимизация линейных инвариантных во времени систем управления. — Киев, 1978 (в соавторстве);
- Управление шагающими аппаратами. — Киев, 1980;
- Задачи управления шагающими аппаратами. — Киев, 1985 (в соавторстве);
- Н2-оптимизация и метод пространства состояний в задаче синтеза оптимальных регуляторов. — Баку, 1991 (в соавторстве);
- Gyro-free Accelerometer-based SINS: Algorithms and Structures. Electronic and Control Systems National Aviation University. — Киев, 2012 (в соавторстве).

## Награды
- Государственная премия УССР в области науки и техники (1980);
- Премия имени М. Янгеля АН Украины (1993).